# Cossesseville
Cossesseville é uma comuna francesa na região administrativa da Normandia, no departamento Calvados. Estende-se por uma área de 4,74 km². Em 2010 a comuna tinha 100 habitantes (densidade: 21,1 hab./km²).